# Nonthaburi
Pour la province de Thaïlande, voir Province de Nonthaburi.
Nonthaburi (thaï นนทบุรี) est une ville de la région Centre de la Thaïlande. C'est une agglomération sub-urbaine à 20 km au Nord-Ouest du centre de Bangkok, chef-lieu du district (amphoe) et de la province du même nom.
Cette ville a été fondée en 1549.
Nonthaburi a obtenu le statut de city (thesaban nakhon) en regroupant cinq tambon dans son district urbain : Suan Yai, Talat Khwan, Bang Khen, Bang Kraso et Tha Sai.

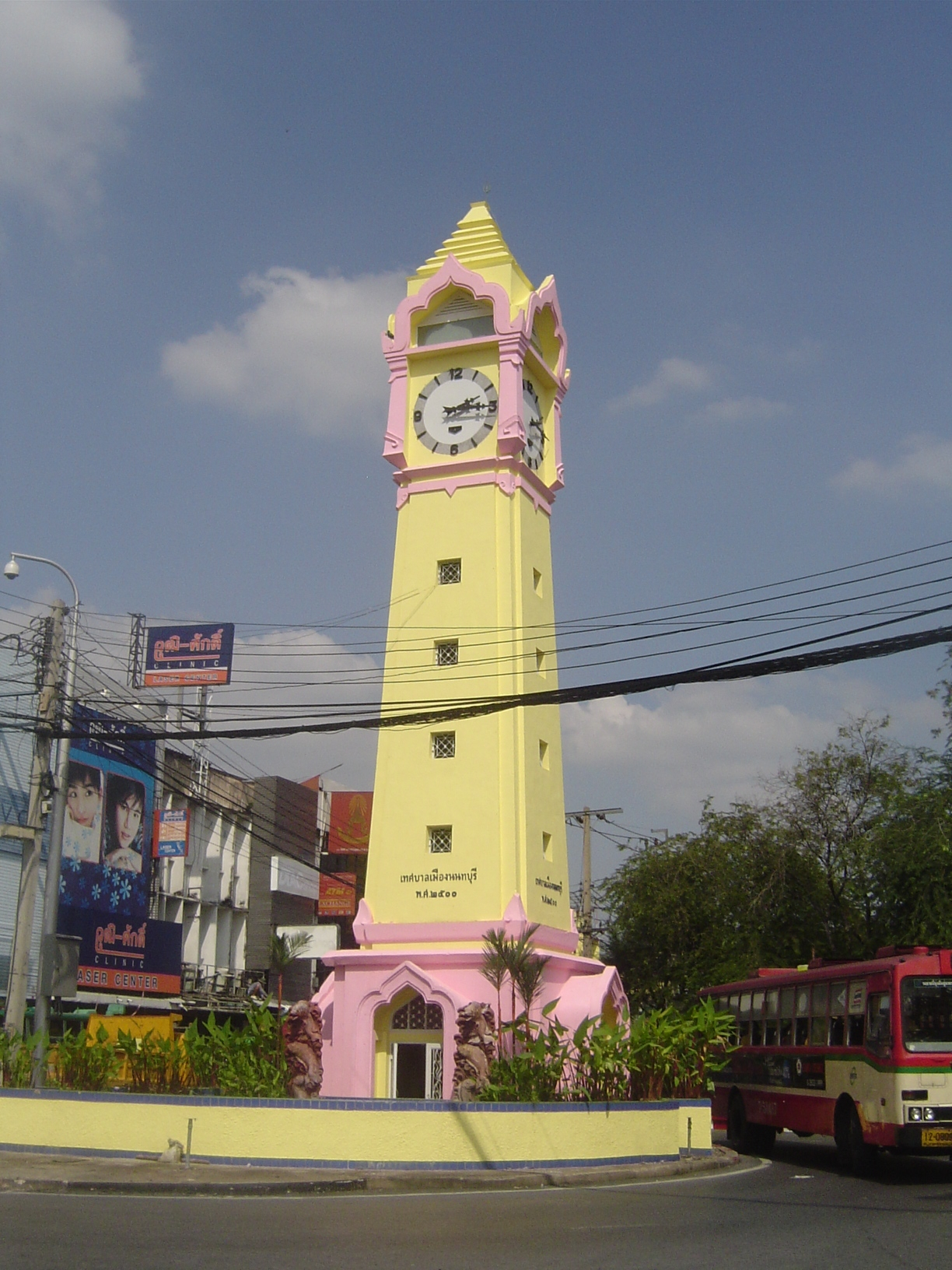
Une tour-horloge dans la ville

## Démographie
Sa population est en forte expansion, passant de 200 000 habitants en 2000 à une estimation de 254 375 en 2019 et devenant ainsi la deuxième municipalité de Thaïlande et le district Amphoe Mueang Nonthaburi (358 000) la septième ville de Thaïlande. Nonthaburi fait partie du Bangkok Metropolitan Area ou Grand Bangkok.

## Wat Prasat
Le temple bouddhiste Wat Prasat (thaï : วัดปราสาท) abrite les plus anciennes peintures murales de la province de Nonthaburi,.

Wat Prasat
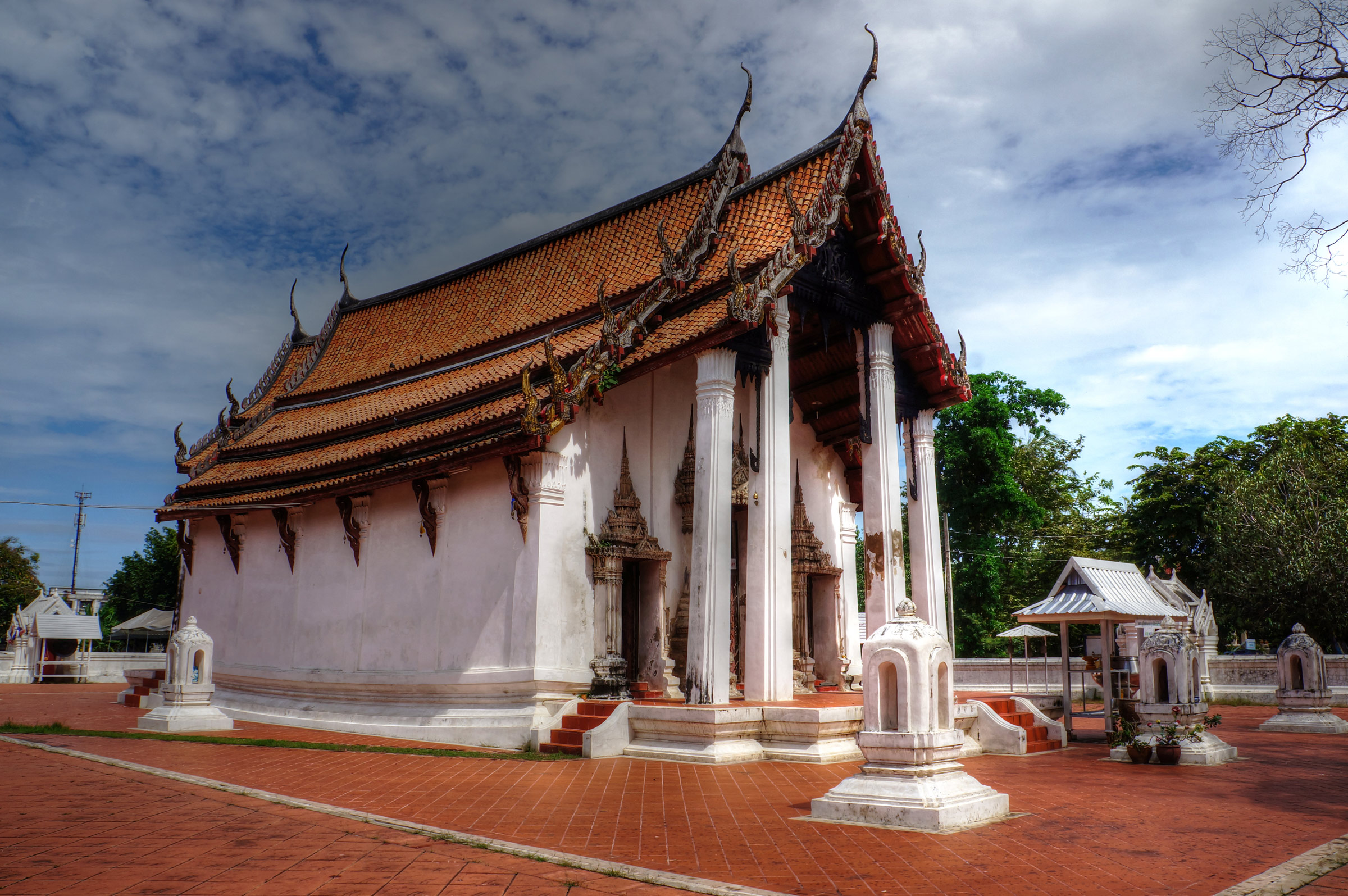
Ubosot ou bot : salle d'assemblée des bonzes et des novices
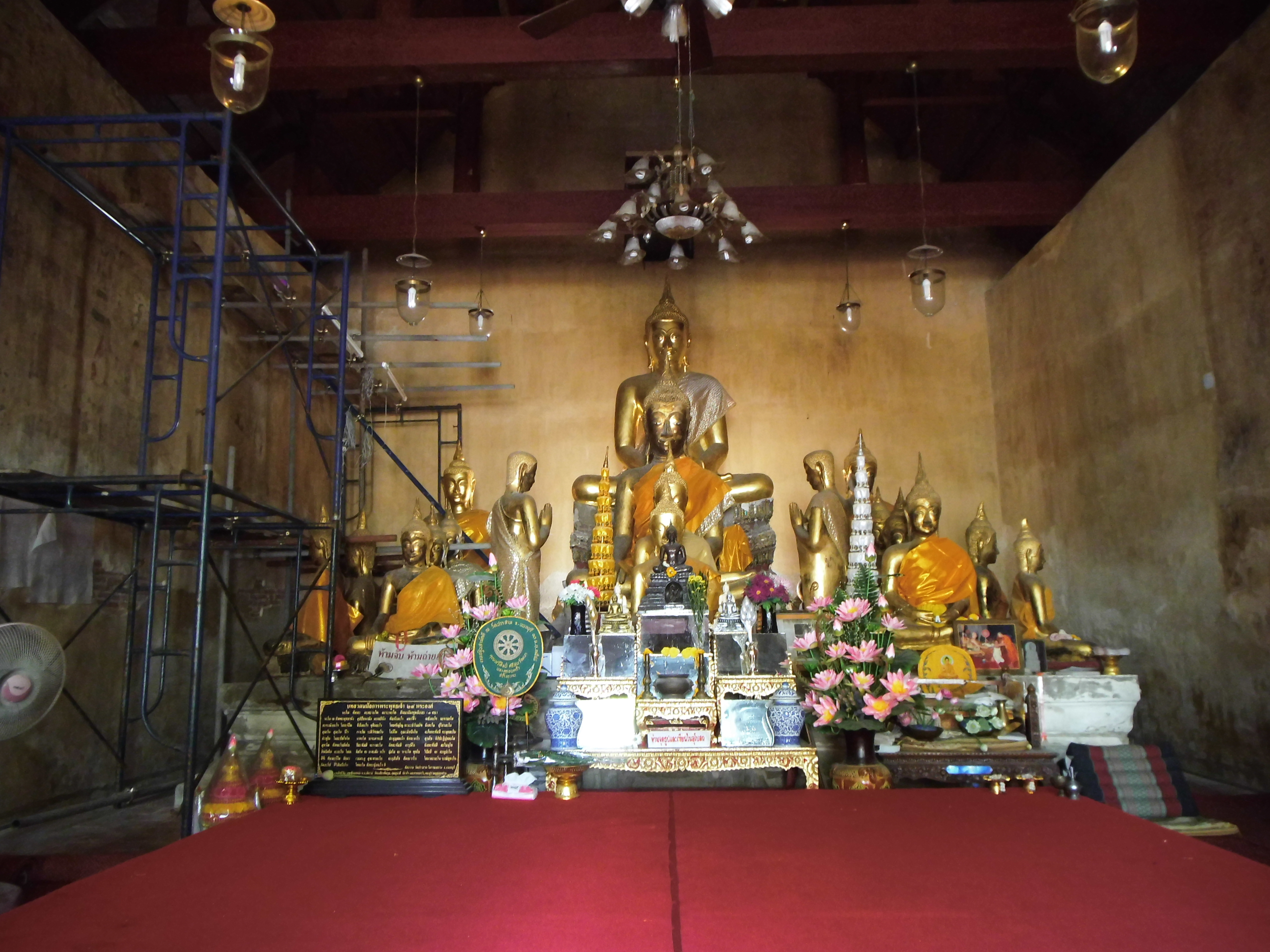
Intérieur de l'Ubosot
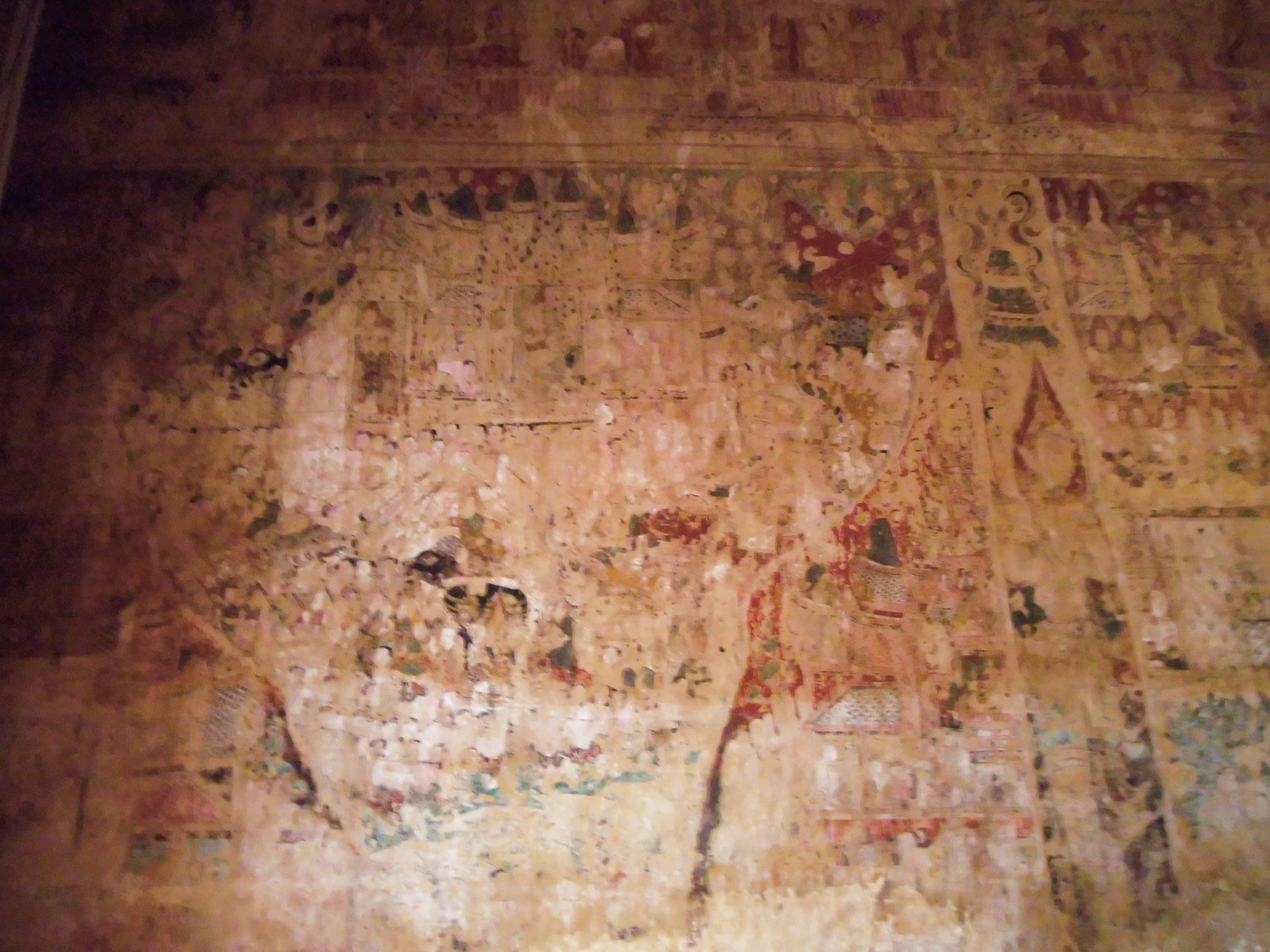
Peintures murales
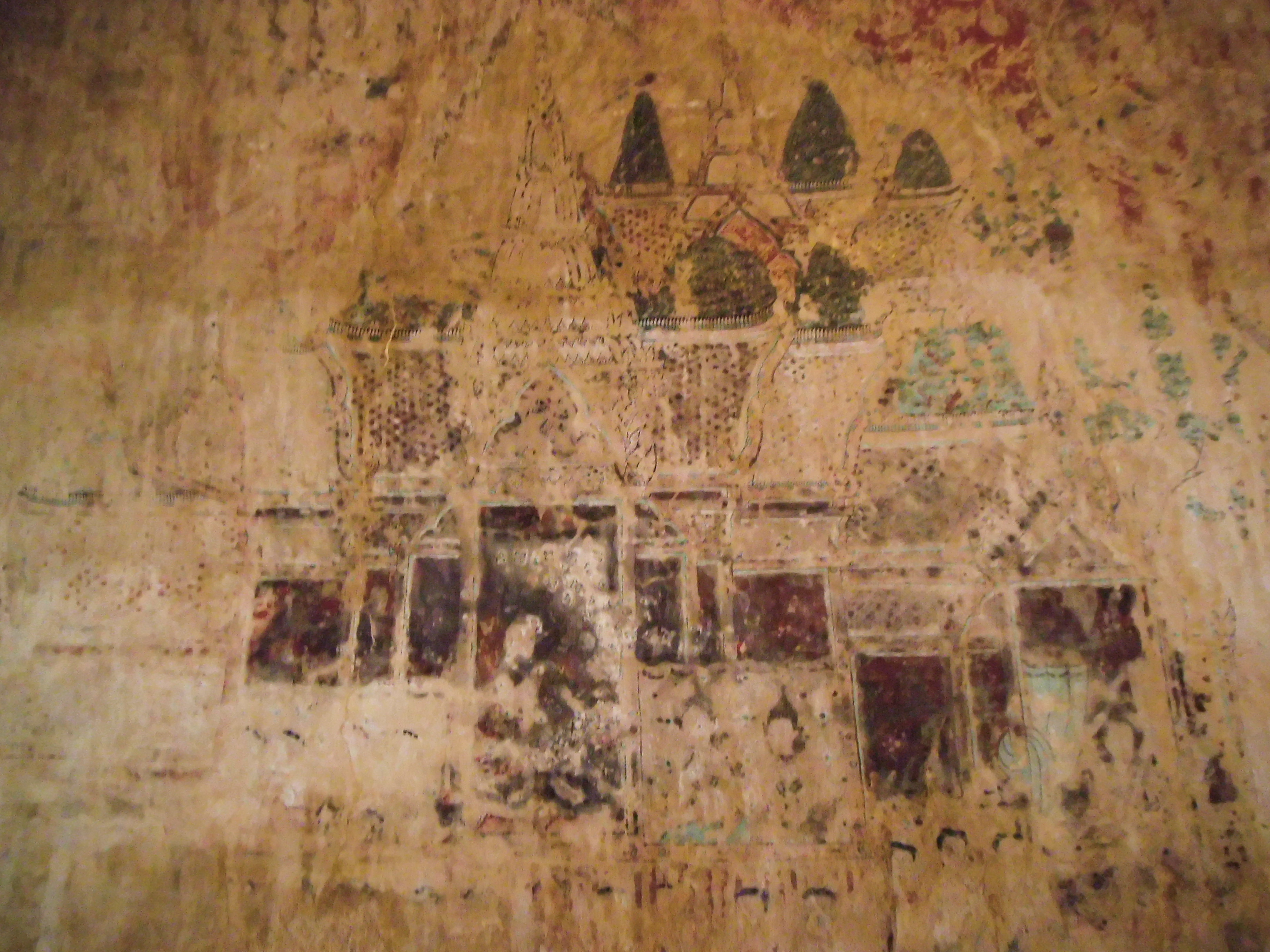
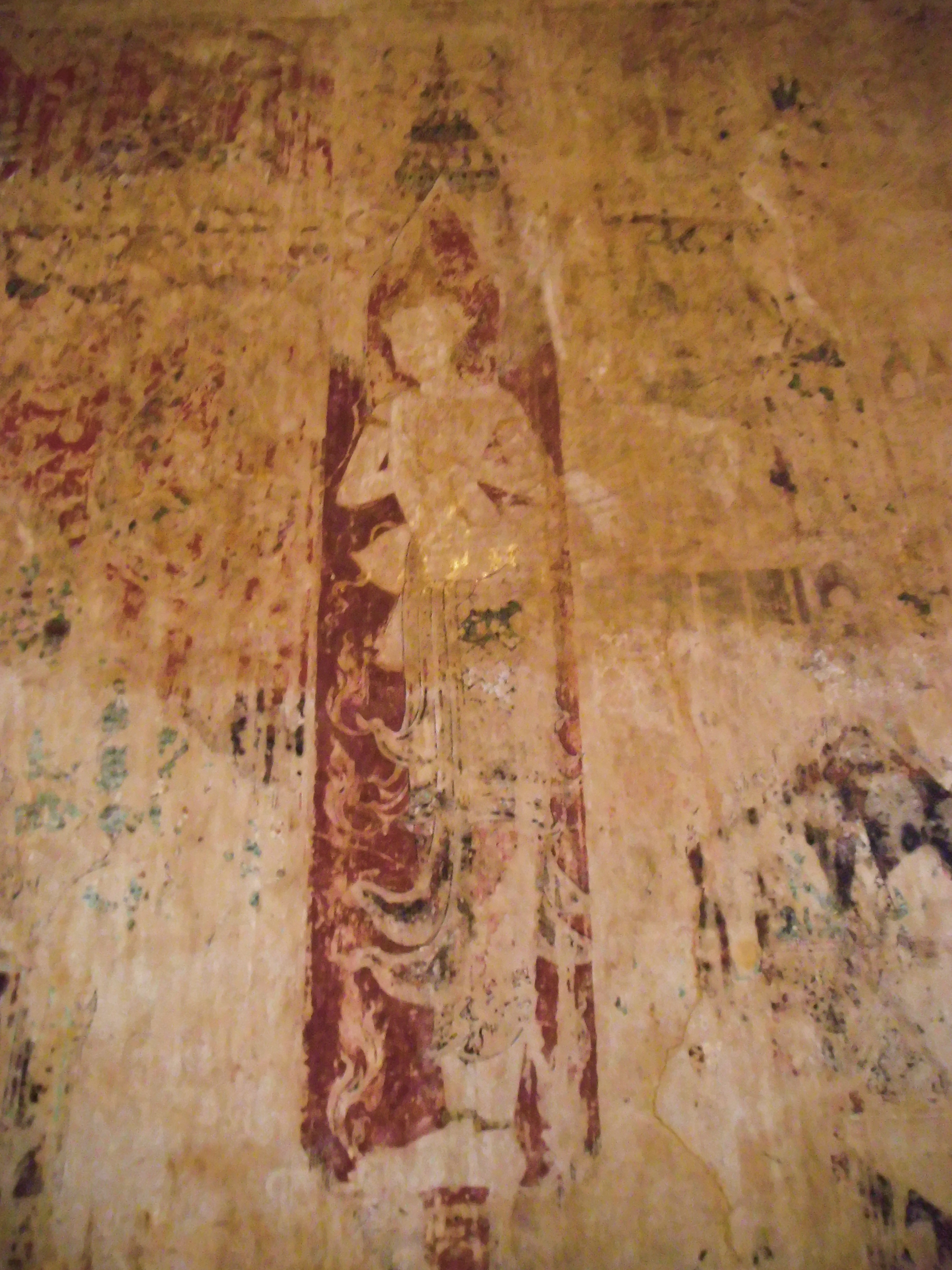

## Personnalités nées à Nonthaburi
- Panusaya Sitijirawattanakul, militante des droits civiques.
- Suppasit Jongcheveevat (1991-), dit Mew, chanteur et acteur.
- Praiwan Lookphet, chanteur thaïlandais y est décédé en 2002.